# Rémy Pflimlin
Pour les articles homonymes, voir Pflimlin.
Rémy Pflimlin, né le 17 février 1954 à Mulhouse et mort le 3 décembre 2016 à Paris 13e, est un dirigeant d'entreprise français et une personnalité du monde des affaires.
Du 22 août 2010 au 22 août 2015, il préside le groupe France Télévisions,.

## Biographie

### Famille et études
Petit-neveu de Pierre Pflimlin, président du Conseil en mai 1958, Rémy Pflimlin est également le cousin d'Étienne Pflimlin, ancien président du Crédit mutuel, et le frère du général Bertrand-Louis Pflimlin et du directeur général de Total Marketing Service Thierry Pflimlin.
Il sort diplômé de HEC Paris en 1978, puis commence une carrière dans le secteur de la presse et des médias.

### Carrière
Rémy Pflimlin travaille d'abord pour l'hebdomadaire Jours de France, puis pour les Dernières Nouvelles d'Alsace avant d'occuper différents postes de direction à la Société alsacienne de publications, qui publie le quotidien régional L'Alsace. Nommé PDG de L'Alsace, il devient également vice-président du Syndicat de la presse quotidienne régionale de 1997 à 1999, chargé de la commission "Publicité".
De 1999 à 2005, il est directeur général de France 3. Ses principaux faits d'armes à la tête de France 3 sont l'arrivée de Marc-Olivier Fogiel sur la chaîne, la mise à l'antenne de C'est mon choix et le maintien, malgré la forte opposition, du feuilleton quotidien Plus belle la vie.
En 2001, il succède à Jérôme Clément à la présidence du festival Musica. Il devient cette année-là membre du conseil de surveillance d’Arte France, il sera en outre vice-président d'Arte GEIE de 2003 à 2006 et de 2011 à 2015,. De 2006 à 2010, il prend la direction générale des NMPP, devenues Presstalis.
À partir du 19 janvier 2005, Rémy Pflimlin est administrateur de la société SOLINEST , domiciliée à Brunstatt (Haut-Rhin). Il est également président du Conservatoire national supérieur de musique et de danse de Paris à partir de 2005.
En janvier 2013, il devient président du conseil d'administration de TV5 Monde.

#### 2010-2015: président de France Télévisions
Le 5 juillet 2010, le président de la République Nicolas Sarkozy propose de nommer Rémy Pflimlin à la présidence de France Télévisions,. 
Cette proposition devient effective le 21 juillet 2010, après l'aval successif du Conseil supérieur de l'audiovisuel (CSA) et l'absence dans les deux commissions parlementaires de l'Assemblée nationale et du Sénat d'une majorité de trois cinquièmes pour bloquer sa nomination. Il prend ses fonctions le 23 août 2010, succédant à Patrick de Carolis.
En juin 2013, l'annonce de l'arrêt de l'émission Taratata lui vaut les foudres de nombreux internautes, Philippe Vecchi de TeleObs allant jusqu'à réclamer son départ. Au cours de l'année, sa gestion est la cible de différentes critiques, notamment en raison de l'échec retentissant de l'émission Jusqu'ici tout va bien avec Sophia Aram et des fortes baisses des recettes publicitaires, corollaire de la baisse d'audience. En octobre de la même année, il avance qu'il est nécessaire d'« élargir la redevance audiovisuelle à l’ensemble des écrans ».
Sa rémunération (bonus compris) en tant que patron dans l'audiovisuel public représente moins de la moitié de celle de ses confrères de l'audiovisuel privé : TF1, Canal+, M6, etc. En 2012, lors du lancement du plan d'économies de France Télévisions, il avait décidé de baisser de 25 % sa part variable ainsi que celle de son conseil de présidence, c'est-à-dire de ses quatre directeurs généraux.
Il quitte ses fonctions le 22 août 2015, remplacé par Delphine Ernotte.
En octobre 2016, la Cour des comptes dans son rapport sur le groupe audiovisuel public entre 2009 et 2015 est passablement critique vis-à-vis de la gestion de l'entreprise pendant le mandat de Rémy Pflimlin. Elle met en avant la perte d'audience globale entre 2008 et 2015 (- 5,5 points), le déficit d'exploitation élevé (plus de 30 millions de pertes), le retard dans le numérique, le « risque sérieux de dérapage financier » que représente la nouvelle chaîne d'info, des fonctions en sureffectifs qui n'ont pas été réduites significativement.

#### Après France Télévisions
Par un décret du 31 juillet 2015, il est nommé conseiller d’État en service extraordinaire à compter du 1er septembre 2015,.

#### Autre
À partir de 2011, Rémy Pflimlin est membre permanent du jury du prix des prix littéraires.
En septembre 2012, il est nommé président du prix Italia pour une durée de deux ans.

### Décès
Rémy Pflimlin meurt le 3 décembre 2016, à l’âge de 62 ans, des suites d'un cancer, à l'hôpital de la Pitié Salpêtrière, à Paris.

## Décorations
- Officier de l'ordre des Arts et des Lettres (2011)[30]

## Préface
- Christie Vanbremeersch, Nos années HEC : mythes, rites et tabous d'une grande école, Paris, Publibook, 2004, 196 p. (ISBN 2-7483-0453-5, SUDOC 10363780X, lire en ligne).